# Arrows A1

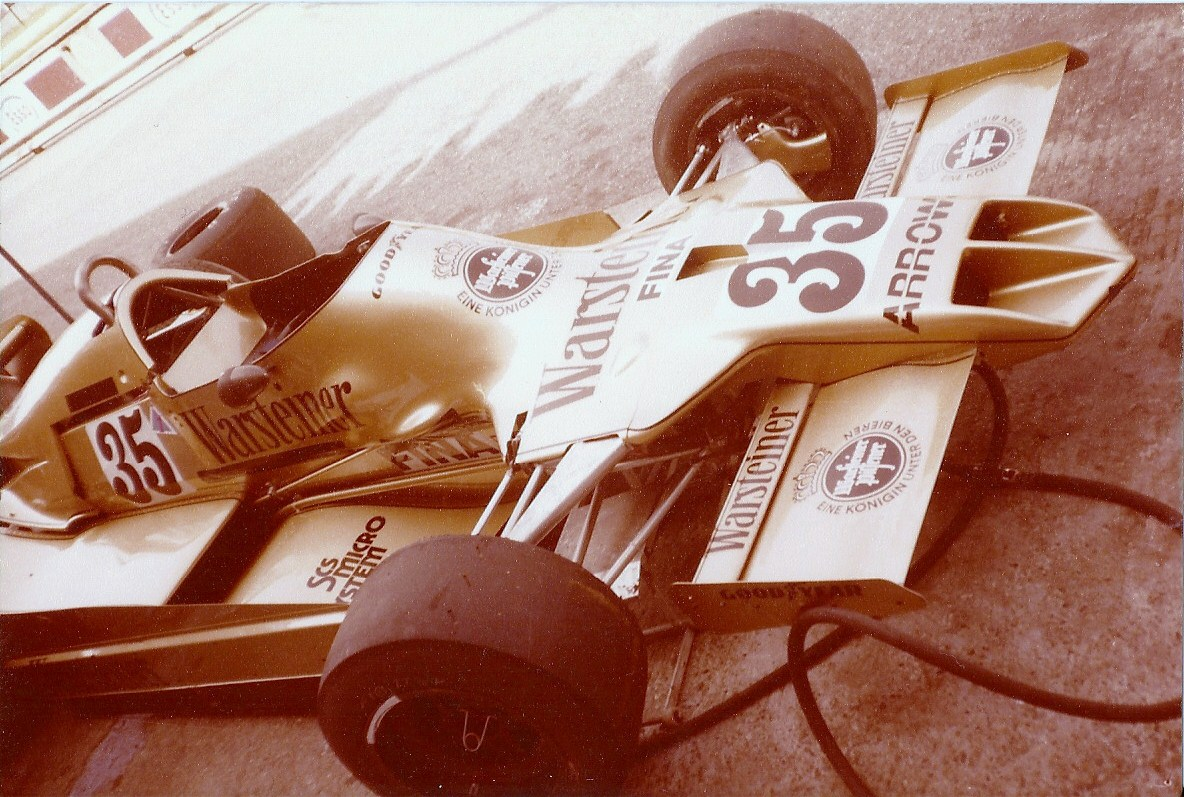
Der A1 von Riccardo Patrese in der Boxengasse beim Großen Preis von Italien 1978

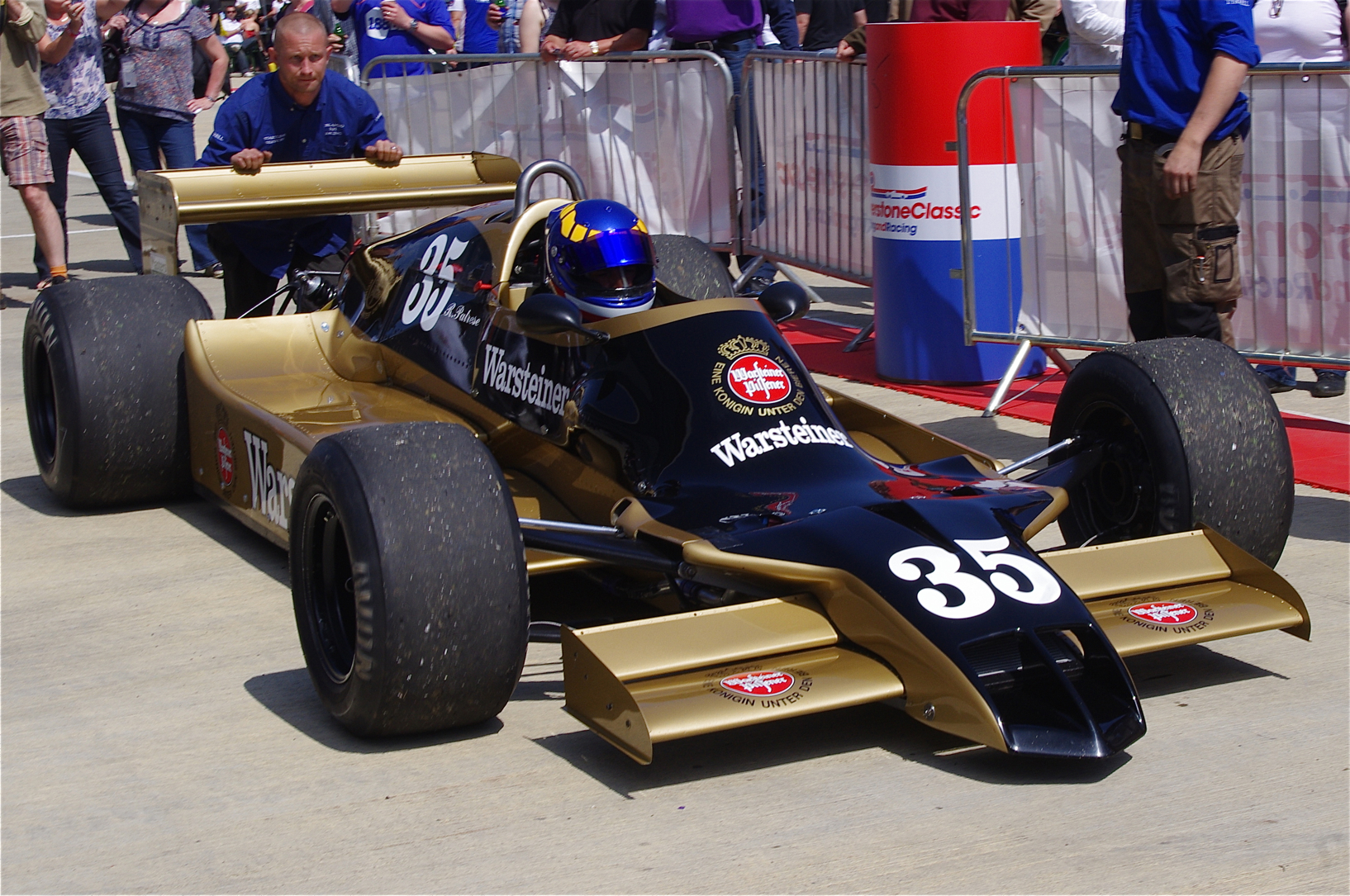
Ein A1 bei der Silverstone Classic 2012

Der Arrows A1 war das Einsatzfahrzeug von Arrows Grand Prix International in der Formel-1-Saison 1978.

## Entwicklungsgeschichte und Technik
Der Arrows A1 war eine direkte Folge der Umstände, die um die Gründung von Arrows zu Beginn des Jahres 1978 entstanden. Ende 1977 hatten Jackie Oliver, Alan Rees, Dave Wass und Tony Southgate ihren bisherigen Arbeitgeber Shadow verlassen und mit finanzieller Unterstützung des Italieners Franco Ambrosio Arrows gegründet. Mitgenommen hatte Southgate auch die kompletten Pläne des Shadow DN9. Bei Arrows wurde daher mit dem FA1 ein fast baugleicher Wagen gebaut und zu Beginn des Jahres auch erfolgreich in der Formel-1-Weltmeisterschaft eingesetzt. Die Teamführung von Shadow verklagte jedoch Southgate und das übrige Management auf Unterlassung. Shadow bekam Recht und die Techniker von Arrows mussten innerhalb von 52 Tagen ein neues Rennfahrzeug bauen.
Da man bei Arrows schon mit einem negativen Ausgang des Verfahrens gerechnet hatte, waren zwei Chassis schon fertig, als der endgültige Spruch eines britischen Gerichts erging. Groß waren die Unterschiede des A1 zum FA1 allerdings nicht. Zum Unterschied zum Vorgängermodell hatte der A1 eine breitere Spur und einen längeren Radstand. Auch die innenliegende Hinterradaufhängung des A1 war ein Unterscheidungsmerkmal. Die Triebwerke lieferte mit dem DFL-V8-Motor Cosworth.

## Renngeschichte
Sein Renndebüt gab der A1 beim Großen Preis von Österreich 1978. Während Rolf Stommelen schon in der Vorqualifikation scheiterte, qualifizierte Riccardo Patrese den zweiten A1 an der 15. Stelle. Bei dem durch Regen beeinflussten turbulenten Rennen kollidierte Patrese beim Restart – das Rennen war in der fünften Runde nach mehreren Unfällen ab- und unterbrochen worden – mit dem Ensign N177 von Harald Ertl und schied aus. Beim nächsten Rennen in den Niederlanden kollidierte Patrese erneut am Start mit einem anderen Fahrzeug. Diesmal mit dem Tyrrell-Piloten Didier Pironi. Stommelen war wieder in der Vorqualifikation gescheitert.
Die dritte Startkollision von Patrese in Folge – beim Großen Preis von Italien – hatte fatale Folgen. Patrese wurde nachträglich als Urheber einer Massenkollision ausgemacht und für ein Rennen gesperrt. Er befand sich im dichten Getümmel nach dem Start auf der falschen Seite der Strecke und musste, um die Schikane anbremsen zu können, nach innen ziehen. Dort kollidierte er mit James Hunt. Ronnie Petersons Lotus wurde nach einer Berührung mit Hunts Wagen in die Leitplanken geschleudert, prallte zurück auf die Strecke und ging in Flammen auf. In die nachfolgende Massenkollision waren mehrere Fahrzeuge verwickelt. Es gelang James Hunt zwar, Peterson aus dem brennenden Lotus 78 zu befreien, aber der Schwede starb wenige Tage später in einem Mailänder Krankenhaus.
Beim Großen Preis der USA schaffte Stommelen erstmals mit dem A1 die Rennqualifikation und beendete das Rennen mit fünf Runden Rückstand auf den Sieger Carlos Reutemann im Ferrari 312T3 als Sechzehnter. Beim letzten Rennen der Saison, dem Großen Preis von Kanada, gab es mit dem vierten Rang von Patrese die erste und einzige Zielankunft des A1 in den Punkterängen.
Für die Formel-1-Saison 1979 wurden bei Arrows neue, an wesentlichen Bereichen geänderte Chassis aufgebaut und als A1B in der Weltmeisterschaft eingesetzt. Ab dem Großen Preis von Frankreich setzte Arrows den A2 ein.

## Aurora-AFX-Formel-1-Serie
1979 sicherte sich Rupert Keegan nach fünf Laufsiegen auf einem A1 die Gesamtwertung der Aurora-AFX-Formel-1-Serie.

## Rennergebnisse in der Formel 1
| Fahrer               | Nr.                  | 1 | 2 | 3 | 4 | 5 | 6 | 7 | 8 | 9 | 10 | 11 | 12   | 13   | 14   | 15 | 16   | Punkte | Rang |
| -------------------- | -------------------- | - | - | - | - | - | - | - | - | - | -- | -- | ---- | ---- | ---- | -- | ---- | ------ | ---- |
| Formel-1-Saison 1978 | Formel-1-Saison 1978 |   |   |   |   |   |   |   |   |   |    |    |      |      |      |    |      | 3/11*  | 10.  |
| R. Patrese           | 35                   |   |   |   |   |   |   |   |   |   |    |    | DNF  | DNF  | DNF  | EX | 4    | 3/11*  | 10.  |
| R. Stommelen         | 36                   |   |   |   |   |   |   |   |   |   |    |    | DNPQ | DNPQ | DNPQ | 16 | DNPQ | 3/11*  | 10.  |

*Von den 11 insgesamt in dieser Saison erzielten Punkten wurden mit dem A1 drei Punkte erzielt. Die restlichen acht Punkte wurden zuvor mit dem FA1 eingefahren.
| Legende  | Legende            | Legende                                                          |
| Farbe    | Abkürzung          | Bedeutung                                                        |
| -------- | ------------------ | ---------------------------------------------------------------- |
| Gold     | –                  | Sieg                                                             |
| Silber   | –                  | 2. Platz                                                         |
| Bronze   | –                  | 3. Platz                                                         |
| Grün     | –                  | Platzierung in den Punkten                                       |
| Blau     | –                  | Klassifiziert außerhalb der Punkteränge                          |
| Violett  | DNF                | Rennen nicht beendet (did not finish)                            |
| Violett  | NC                 | nicht klassifiziert (not classified)                             |
| Rot      | DNQ                | nicht qualifiziert (did not qualify)                             |
| Rot      | DNPQ               | in Vorqualifikation gescheitert (did not pre-qualify)            |
| Schwarz  | DSQ                | disqualifiziert (disqualified)                                   |
| Weiß     | DNS                | nicht am Start (did not start)                                   |
| Weiß     | WD                 | zurückgezogen (withdrawn)                                        |
| Hellblau | PO                 | nur am Training teilgenommen (practiced only)                    |
| Hellblau | TD                 | Freitags-Testfahrer (test driver)                                |
| ohne     | DNP                | nicht am Training teilgenommen (did not practice)                |
| ohne     | INJ                | verletzt oder krank (injured)                                    |
| ohne     | EX                 | ausgeschlossen (excluded)                                        |
| ohne     | DNA                | nicht erschienen (did not arrive)                                |
| ohne     | C                  | Rennen abgesagt (cancelled)                                      |
| ohne     | keine WM-Teilnahme |                                                                  |
| sonstige | P/fett             | Pole-Position                                                    |
| sonstige | 1/2/3/4/5/6/7/8    | Punktplatzierung im Sprint-/Qualifikationsrennen                 |
| sonstige | SR/kursiv          | Schnellste Rennrunde                                             |
| sonstige | *                  | nicht im Ziel, aufgrund der zurückgelegten Distanz aber gewertet |
| sonstige | ()                 | Streichresultate                                                 |
| sonstige | unterstrichen      | Führender in der Gesamtwertung                                   |